# Faisão-de-edwards
Faisão-de-edwards ou faisão-do-vietname (Lophura edwardsi) é uma espécie de ave da família Phasianidae endêmica do Vietnã.

## Nomenclatura e taxonomia
A espécie foi descrita por Émile Oustalet em 1896 como Gennaeus edwardsi. Posteriormente foi recombinada para os gêneros Delacourigallus, Hierophasis e Lophura. Duas subespécies são descritas, a forma nominal, Lophura edwardsi edwardsi, e a Lophura edwardsi hatinhensis descrita em 1965 por Vo Quy e Do Ngoc Quang. A forma hatinhensis foi considerada uma espécie distinta de L. edwardsi, entretanto, estudos demonstraram que o táxon é inválido, e que representa uma mutação que ocorre em populações pequenas, isoladas e com endocruzamento.

## Distribuição geográfica e habitat
Historicamente a espécie foi registrada em quatro províncias, Ha Tinh, Quang Binh, Quang Tri e Thua Thien Hue, na região central do Vietnã no lado oriental das Montanhas Anamitas. Entre 1930 e 1996 não houve nenhum registro da espécie, sendo redescoberta em 1996 nas proximidades de Phong My Commune, em Thua Thien Hue, e também próximo de Huong Hiep Commune, em Quang Tri. O último registro confirmado para a espécie foi em 2000.